# Ferrovia Torino-Ceres
La ferrovia Torino-Ceres è una linea ferroviaria regionale della città metropolitana torinese che collega Torino a Ceres passando per l'aeroporto di Caselle, la reggia di Venaria e le valli di Lanzo; fu aperta per tratti successivi dal 1868 al 1916. È gestita da Rete Ferroviaria Italiana (RFI), mentre in precedenza fu gestita dalla Società Anonima Canavese per la Ferrovia Torino-Cirié (SACFTC), dalla Ferrovia Torino-Cirié-Valli di Lanzo (FTCL), dalle Ferrovie Torino Nord (FTN), dalla Gestione Commissariale Governativa della Ferrovia Torino-Ceres (FTC), dalla Società per Azioni Torinese Trasporti Intercomunali (SATTI) e dal Gruppo Torinese Trasporti (GTT).

## Storia

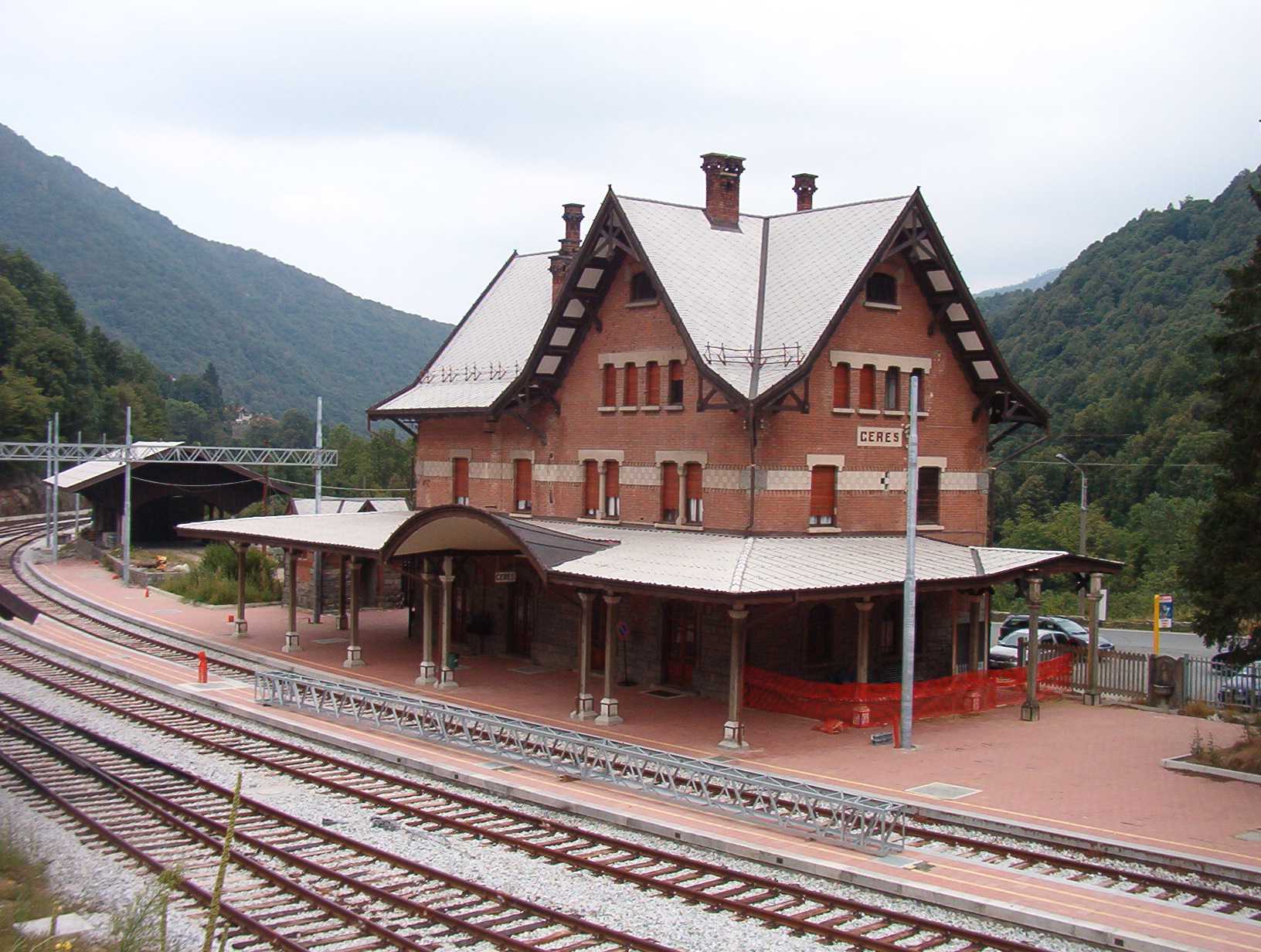
La stazione finale della linea ferroviaria a Ceres

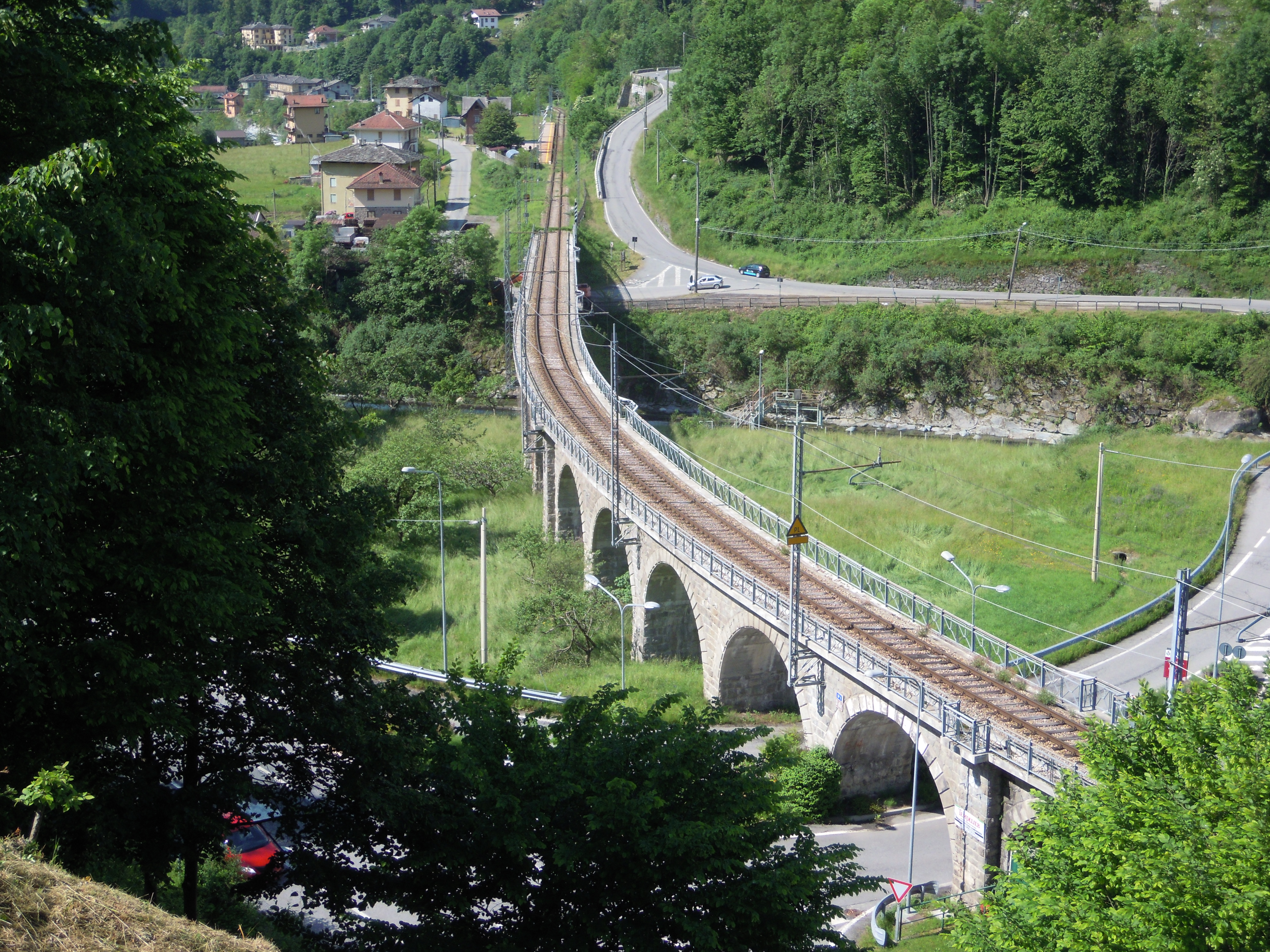
Tratto della linea montana nei pressi della stazione di Mezzenile

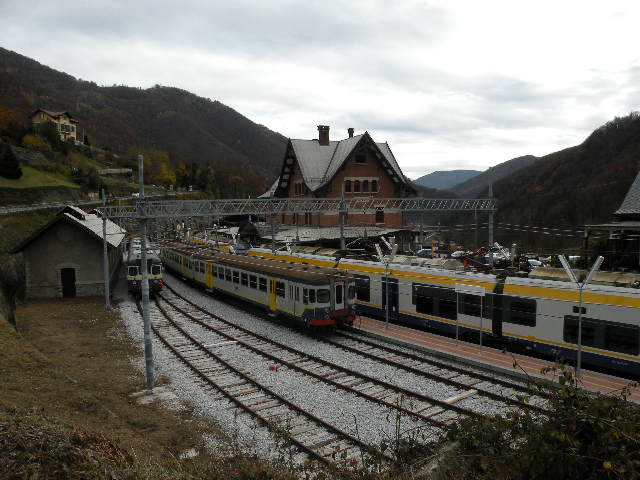
La stazione finale della linea ferroviaria a Ceres il 14/11/2008, giorno della riapertura della tratta Germagnano-Ceres

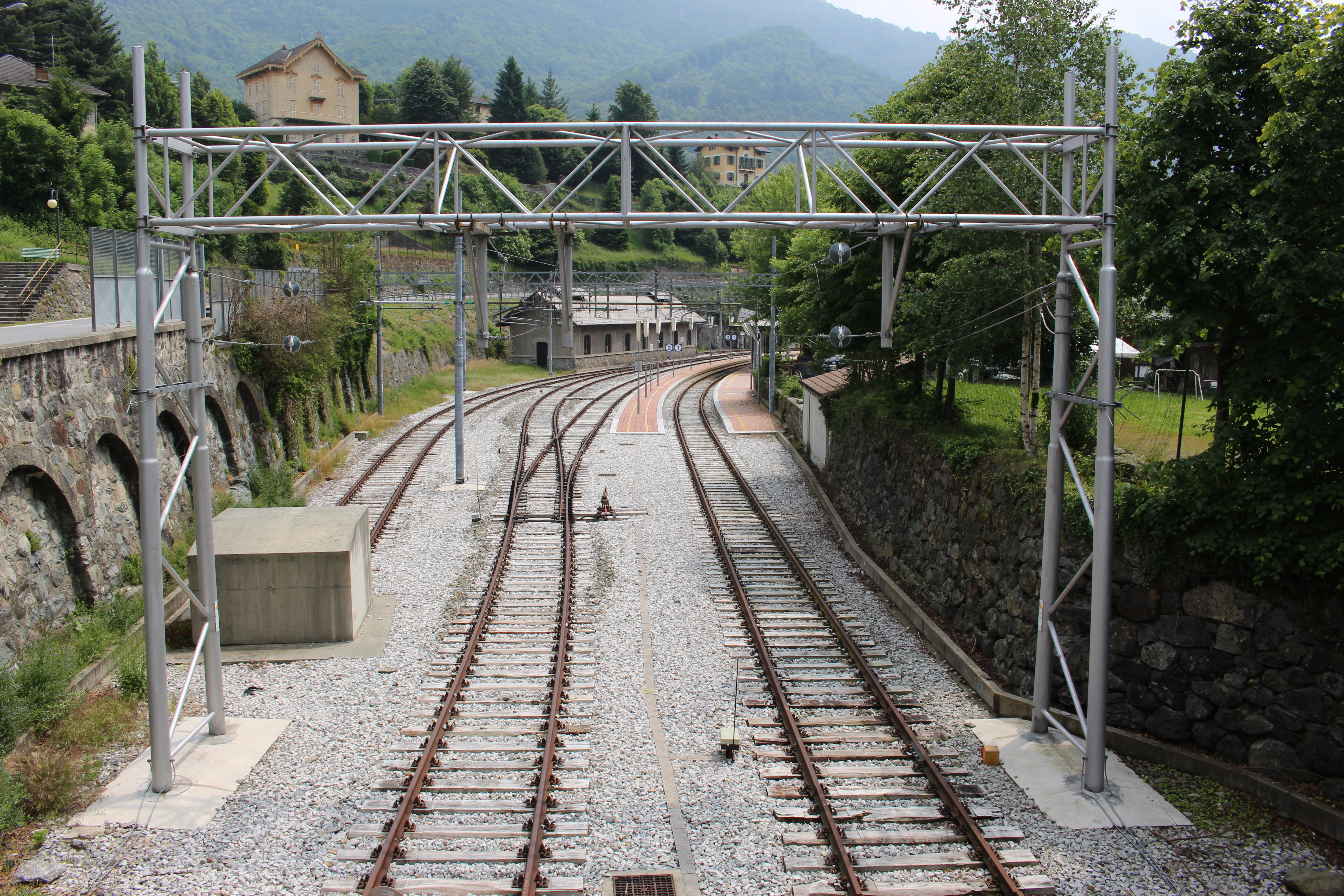
Termine della ferrovia presso la stazione di Ceres

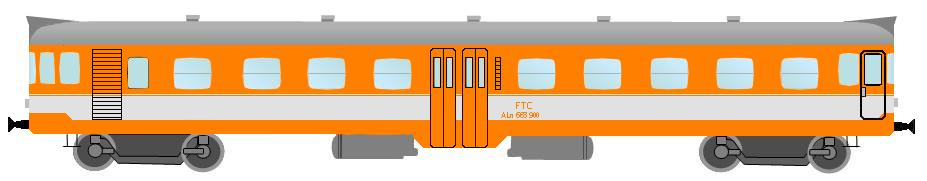
ALn 668 in livrea originaria FTC

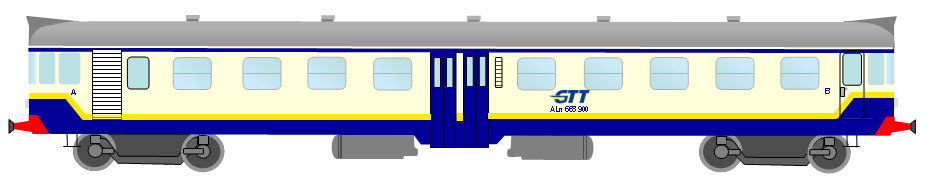
ALn 668 livrea avorio-blu GTT

| Tratta                                  | Inaugurazione    |
| --------------------------------------- | ---------------- |
| Torino Porta Milano-Venaria Reale       | 18 aprile 1868   |
| Venaria Reale-Caselle Torinese          | 30 novembre 1868 |
| Caselle Torinese-San Maurizio Canavese  | 14 gennaio 1869  |
| San Maurizio Canavese-Cirié             | 3 febbraio 1869  |
| Cirié-Lanzo                             | 20 luglio 1876   |
| Lanzo-Ceres                             | 17 giugno 1916   |
| Venaria Reale-Torino Rebaudengo Fossata | 20 gennaio 2024  |

### Costruzione
La linea fu costruita poco per volta: partendo dal capoluogo, il 18 aprile 1868 venne inaugurato il primo tratto di ferrovia tra la stazione di Torino Ponte Mosca e Venaria Reale, mentre il 1º dicembre 1868 si arrivò fino a Caselle e il 28 febbraio 1869 si raggiunse Cirié, per un totale di circa 21 km comprendente le stazioni di Madonna di Campagna, Venaria, Caselle, San Maurizio e Cirié; la stazione di Borgaro venne costruita solo nel 1870, in quanto il comune di Borgaro Torinese non aveva inizialmente pagato i contributi di costruzione della linea, mentre la stazione di Torino Dora era solo una fermata.
Il 6 agosto 1876 la linea venne portata fino a Lanzo Torinese, alla presenza del presidente del Consiglio dei ministri Depretis e di don Bosco; nel collegio salesiano ebbe luogo il rinfresco per le autorità.
Nel 1913 l'ing. Alberto Scotti mise a punto il progetto della ferrovia fino a Ceres; nel giugno 1915 la ferrovia arrivò a Germagnano ed il 17 giugno 1916 venne completata l'intera linea montana con tratti in pendenza massima al 35‰, curve di 200 m di raggio e lunghezza complessiva di circa 44 km.

### Elettrificazione e collegamenti
Negli stessi anni prese forma il progetto di elettrificazione della linea per diminuire i costi di esercizio gravati dall'aumento del costo del carbone; all'inizio del 1918 la Tecnomasio Italiano Brown Boveri venne incaricata dell'esecuzione dei lavori che portarono, il 6 ottobre 1920, all'inaugurazione del nuovo sistema di trazione. In seguito a ciò la Torino-Ceres divenne la prima ferrovia al mondo ad aver adottato la corrente continua ad alta tensione (4 kV CC). Per l'esercizio vennero fornite 5 locomotive elettriche di rodiggio Bo'Bo', coadiuvate successivamente da 2 automotrici elettriche di rodiggio (1A)(A1) realizzate dalle Officine Moncenisio, che già avevano fornito parte del materiale rimorchiato. Queste sono state le più antiche locomotive elettriche in corrente continua in servizio in Italia in quanto al tempo della loro immissione in servizio, le FS erano ancora in trazione trifase.
Una particolare caratteristica della linea ferroviaria è che tutte le stazioni della tratta montana, da quella di Lanzo a quella di Ceres, sono state costruite tra il 1913 ed il 1916 in tipico stile svizzero (si prese spunto, per la loro progettazione, dalle stazioni della Bodensee-Toggenburg-Bahn) con pianta rettangolare, sale d'attesa di prima e seconda classe, alloggio per il custode al primo e secondo piano e tetto a quattro spioventi.
Quattro stazioni sono più grandi (Lanzo, Germagnano, Pessinetto e Ceres), mentre le altre quattro (Funghera, Traves, Losa e Mezzenile) hanno dimensioni minori, pur mantenendo le stesse caratteristiche per quanto riguarda la forma (senza la doppia sala d'attesa), la facciata e i tetti.

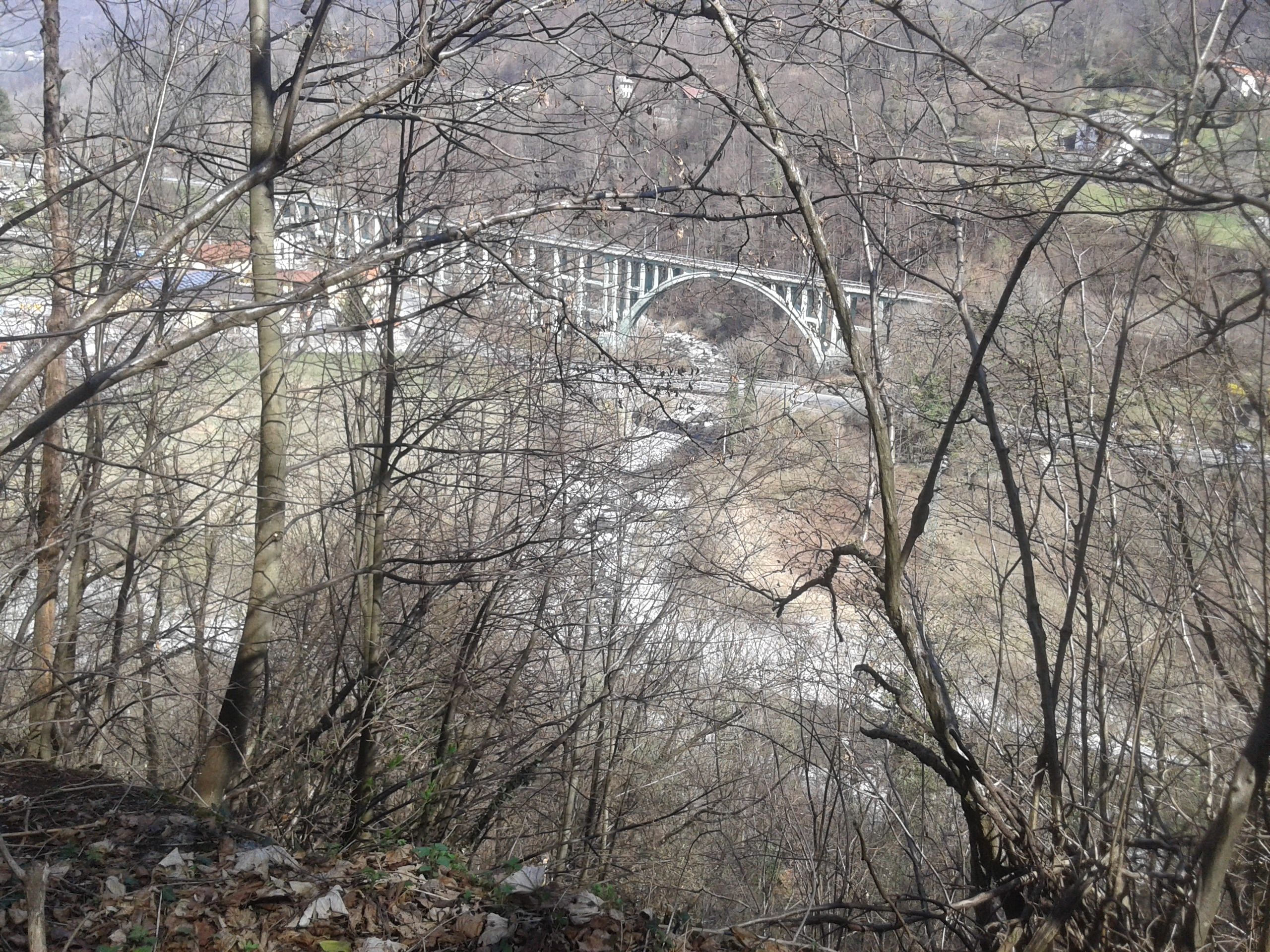
Il viadotto sulla Stura di Valgrande

Un'altra peculiarità della linea è il viadotto con un'unica luce di 50 m in calcestruzzo armato sulla Stura di Valgrande a Ceres, lungo 198 metri e realizzato nel 1915 dall'ingegner Giovanni Antonio Porcheddu.  La ferrovia era caratterizzata altresì da un grande numero di raccordi industriali: già nel tratto cittadino si dipartivano svariati raccordi ferroviari per le aziende: quello per l'Arsenale in piazza Borgo Dora era all'ingresso della stazione capolinea.
Il raccordo industriale urbano più lungo (circa tre chilometri) si distaccava dallo scalo merci Vercelli, situato tra corso Vercelli, corso Emilia e via Carmagnola, e correva tra le case di Borgata Aurora seguendo le vie Carmagnola, Lodi e Aosta, per poi superare la Dora Riparia tramite un ponte, tuttora esistente e pedonalizzato; quando il raccordo fu costruito nel 1870, inizialmente terminava nell'antistante "gazometro" presso l'odierno corso XI Febbraio, ma fu poi prolungato già verso la fine dell'Ottocento, seguendo il lungo Dora fino all'area dei nuovi impianti delle officine del gas (attuale campus Einaudi). Oltre a trasportare il carbone per la fabbricazione del gas, esso serviva diversi altri stabilimenti, tra cui le Officine Moncenisio di corso Tortona, poi deposito ATM, e le Officine Gilardini di via Aosta. Questo raccordo verrà dismesso il 5 febbraio 1968 e smantellato a pezzi fino al 1985.
Più in periferia vi furono raccordi per le Officine Savigliano di corso Mortara e per le Ferriere FIAT, nell'area della stazione Dora. Nel 1967 venne inoltre costruito un raccordo che, staccandosi poco oltre la stazione di Madonna di Campagna, conduceva al Mattatoio Comunale di via Traves.
Fuori Torino vi erano altri raccordi industriali: subito prima del ponte sulla Stura, per la Snia Viscosa e le Manifatture Martiny di Venaria Reale; per la Manifattura San Maurizio a San Maurizio Canavese; per la cartiera Bosso di Mathi; per l'Amiantifera di Balangero; per la cartiera di Germagnano; e infine quello, sopra Pessinetto, per la miniera di talco del Fragnè. Il trasporto merci cessa definitivamente verso la metà degli anni ottanta e quindi, da quella data, la linea è percorsa unicamente da convogli passeggeri.
Nel 1933 il gestore FTCL si fuse con quello della ferrovia Canavesana nella neonata società Ferrovie Torino Nord. Il progetto prevedeva di collegare direttamente le due ferrovie con una bretella tra Volpiano, Leinì e Borgaro, elettrificando la Canavesana e unificando le due gestioni, ma non fu mai realizzato. Nel 1958 le due ferrovie vennero dunque nuovamente divise, cedendo la Canavesana alla SATTI, di proprietà del Comune di Torino.
L'8 novembre 1962 una forte piena della Stura distrusse il ponte originale tra Venaria e Borgaro, interrompendo il servizio tra Borgaro e Torino, che venne gestito con autobus sostitutivi. La FTN non era in grado di affrontare la ricostruzione del ponte, per cui nel febbraio 1963 il governo le revocò la concessione, prendendo la linea in gestione commissariale governativa, e iniziò i lavori; il nuovo ponte fu inaugurato il 7 novembre 1964.
A partire dal 1965 furono anche attivate due nuove fermate lungo la linea, Caselle Molinotto e Caselle Nord, quest'ultima a servizio dei lavoratori dello stabilimento Aeritalia, ma potenzialmente utilizzabile anche per raggiungere a piedi l'aeroporto di Caselle (inaugurato nel 1953). Tuttavia, il servizio per queste fermate fu sempre sporadico, limitandosi a un paio di treni al giorno negli orari degli operai e a qualche evento speciale.
Nel 1967 con Decreto Ministeriale la gestione commissariale divenne definitiva e il 1 aprile 1981 la linea passò in gestione alla SATTI. In questo periodo ritornò in discussione l'idea del collegamento diretto con la Canavesana, ma esso rimase ancora una volta irrealizzato.
Nel 1984 fu sospeso temporaneamente l'esercizio a trazione elettrica a causa delle condizioni della linea aerea di contatto che necessitava di essere rifatta tra Torino e Borgaro e per la trasformazione della trazione elettrica da 4kV CC a 3kV CC, di conseguenza, la trazione dei treni di materiale ordinario venne affidata alle D.341 diesel noleggiate dalle FS. Nella stessa occasione vennero messe fuori servizio le ultime otto carrozze con cassa di legno.

### Modifiche dovute ai Mondiali Italia '90 e alle Olimpiadi del 2006
Negli anni '80 il tratto torinese, che cento anni prima era in aperta campagna, si svolgeva in superficie attraverso quartieri completamente urbanizzati, creando notevoli problemi. Si decise dunque di cogliere l'occasione dei fondi stanziati per i Mondiali di calcio Italia '90 per raddoppiare i binari fino a Borgaro e interrarli fino al confine comunale, dato che la linea passava non lontano dall'area scelta per il nuovo Stadio delle Alpi. Il progetto venne giustificato anche con l'obiettivo di collegare via treno, tramite una nuova stazione prospiciente il nuovo terminal allora in costruzione, l'aeroporto di Caselle alle stazioni ferroviarie centrali di Torino. I lavori iniziarono nel giugno 1987, sospendendo il servizio e sostituendolo con autobus tra Torino e Borgaro per quasi quattro anni, costarono 102 miliardi di lire e si conclusero nell'ottobre 1990, anche se il servizio ferroviario riprese pienamente solo nel febbraio 1991.
In occasione di questi lavori fu dismessa la stazione di Torino Ponte Mosca (popolarmente chiamata anche Torino Porta Milano), abbandonando definitivamente il tratto urbano tra essa e piazza Baldissera (compreso il ponte sulla Dora Riparia) e arretrando il capolinea nella nuova e ricostruita stazione di Torino Dora (GTT), sita in superficie all'incrocio con la ferrovia FS Torino-Milano, verso la quale esisteva un raccordo diretto per l'instradamento dei futuri treni dall'aeroporto verso Torino Porta Susa. Per ospitare il restante tratto urbano, lungo le vie Stradella, Cesalpino e Badini Confalonieri, fu costruito un nuovo tunnel interrato, inclusa una nuova stazione di Madonna di Campagna sotterranea al posto di quella vecchia in superficie; sopra il tratto centrale del tunnel venne costruita una nuova passeggiata pedonale denominata "Spina Reale". All'uscita nord del nuovo tunnel fu costruita ex novo la stazione di Rigola Stadio, a servizio del nuovo stadio e del quartiere circostante. Infine, fu demolita e ricostruita la stazione di Venaria per permettere il raddoppio del binario. Tuttavia, nonostante i tre anni e mezzo di fermo, non fu realizzato il collegamento aeroportuale e nemmeno risolto il problema dell'attraversamento a raso del centro abitato di Caselle.
Nel maggio 1993 vi fu il primo collegamento ufficiale alla rete FS, con il prolungamento di due coppie di treni Ceres-Torino Dora fino a Torino Porta Susa, effettuati dalle automotrici ALn 668.
L'alluvione del 22 settembre 1993 interruppe però il percorso al di là della stazione di Germagnano, abbattendo il ponte del Cornalè di Pessinetto e danneggiando gravemente quelli di Sabbione a Mezzenile e quello in prossimità del cimitero di Pessinetto. Il ripristino fu terminato solo nel 2008.
Nel corso degli anni '90 la SATTI cercò di promuovere il progetto di prolungamento della linea in sotterranea attraverso il centro di Torino, con stazioni a Porta Palazzo, piazza Castello e Porta Nuova, ma l'ambiziosa idea non vide mai la luce.
Dopo altre lunghe discussioni, nell'aprile 1999 iniziò una seconda grande fase di lavori, con l'interramento in sede del tratto interno all'abitato di Caselle e la realizzazione della stazione a quattro binari di Torino Aeroporto di Caselle (allora denominata Caselle Aeroporto). I treni vennero soppressi tra Torino e Caselle Nord fino alla conclusione dei lavori nell'aprile 2001, con una spesa di oltre 200 miliardi di lire. Oltre alla stazione dell'aeroporto, già realizzata con due binari tronchi per attestarvi servizi di tipo metropolitano, venne inaugurata anche la nuova fermata sotterranea di Caselle, abbandonando il percorso in superficie; le altre fermate di Caselle furono definitivamente dismesse. Fu anche ripristinato per la seconda volta il ponte sulla Stura, danneggiato dall'alluvione dell'ottobre 2000.
Il collegamento ferroviario diretto dell'aeroporto e della linea alle stazioni centrali di Torino fu istituito solo durante le Olimpiadi invernali di Torino 2006, dal 9 al 27 febbraio 2006; 18 coppie orarie, con rinforzi semiorari, percorsero la tratta Caselle Aeroporto-Torino Lingotto in 30 minuti, fermando solo a Torino Dora e Torino Porta Susa, usando i primi 10 nuovi Minuetti TTR, appena consegnati, sui 19 previsti. La revisione del progetto del passante ferroviario di Torino, con l'abbassamento del suo percorso sotto il letto della Dora Riparia,  fece sì che nel 2007, in seguito all'avanzamento dei lavori del passante, il raccordo tra la rete FS e la linea per Ceres fu smantellato, lasciando la linea isolata dal resto della rete ferroviaria nazionale.

### Riapertura
Per ripristinare il collegamento col passante e il servizio diretto per l'aeroporto, nel 2009 si decise dunque di investire oltre 160 milioni di euro per collegare le stazioni di Torino Rebaudengo e Rigola Stadio con un nuovo tunnel sotterraneo sotto corso Grosseto di quasi tre chilometri di lunghezza, abbandonando quello costruito sotto via Stradella. Sul nuovo tratto si decise di realizzare anche la nuova fermata sotterranea di Torino Corso Grosseto per sostituire quella di Madonna di Campagna, situata a breve distanza sul tratto dismesso. La gestione della gara d'appalto per questa interconnessione fu affidata dalla Regione Piemonte il 26 luglio 2012 a Scr (Società di Committenza Regione Piemonte SpA). I lavori presero il via nell'ottobre 2017; le stazioni di Madonna di Campagna e Torino Dora GTT furono chiuse in via definitiva il 25 agosto 2020, quando i lavori per il tunnel iniziarono a interessare direttamente il tracciato sotterraneo tra Rigola e Madonna di Campagna. All'apertura dei lavori, il capolinea del residuo servizio ferroviario verso Ceres fu attestato prima a Venaria e poi a Borgaro, per essere nuovamente attestato nel febbraio 2022 alla stazione di Venaria. Il termine dei lavori, inizialmente previsto per la fine del 2023, fu rinviato a gennaio 2024. Il 12 giugno 2023 il servizio sull'intera linea ferroviaria fu sospeso per consentire i lavori di banalizzazione tra Torino e Cirié e potenziamento infrastrutturale, introducendo un servizio sostitutivo con autobus.
Come previsto sin dal 2020 dal contratto di servizio del servizio ferroviario metropolitano di Torino, all'integrazione della linea nel resto della rete ferroviaria la sua gestione è passata da GTT a Trenitalia e RFI. Sul nuovo percorso sono state instradate a inizio 2024 le linee SFM 4 da Alba e la SFM 7 da Fossano (entrambe fino a Cirié), mentre alla fine dello stesso anno è giunta anche la SFM 6 da Asti (fino a Torino Aeroporto). In questo modo, l'aeroporto di Caselle è stato collegato via ferro con il centro di Torino e con molti centri della provincia. In futuro è previsto anche l'arrivo della linea SFM 3 da Bardonecchia/Susa. Il prolungamento della linea SFM 4 a Germagnano sostituendo la linea SFM A, che è inizialmente rimasta attiva limitatamente al tratto Cirié - Germagnano è avvenuto il 4 maggio 2025, infine, terminati i lavori sulla tratta alta della linea, la SFM 7 raggiungerà direttamente Ceres.
L'acquisizione dell'infrastruttura è stata deliberata da RFI il 9 dicembre 2023, con effetto a partire dal 1º gennaio 2024. RFI ha inoltre modificato i nomi di alcune stazioni, sostituendo  Rigola Stadio con Venaria Reale - Rigola Stadio, Venaria Reale con Venaria Reale Reggia e Caselle Aeroporto con Torino Aeroporto di Caselle. Il nuovo servizio gestito da Trenitalia è iniziato il 20 gennaio 2024, anticipato il giorno precedente da un treno inaugurale.

## Caratteristiche
|  |  | Unknown route-map component "exKBHFa" |

|  |  | Unknown route-map component "exWBRÜCKE1" |

|  |  | Unknown route-map component "exDST" |

|  | Unknown route-map component "exCONTgq" | Unknown route-map component "exABZg+r" |  |  |

| Unknown route-map component "tCONTgq" | Unknown route-map component "tABZq+l" + Unknown route-map component "lv-BHF" | Unknown route-map component "xKRZt" | Unknown route-map component "tSTRq" + Unknown route-map component "exKBHFa" | Unknown route-map component "tCONTfq" |

|  | Unknown route-map component "tSTR" | Unknown route-map component "exKRWg+l" | Unknown route-map component "exKRWgr" |  |

|  | Unknown route-map component "tSTR" | Unknown route-map component "exHST" | Unknown route-map component "exDST" |  |

|  | Unknown route-map component "tSTR" | Unknown route-map component "exSTR" | Unknown route-map component "exBHF" |  |

|  | Unknown route-map component "tHST" | Unknown route-map component "exKRWgl" | Unknown route-map component "exKRWg+r" |  |

|  | Unknown route-map component "tSTR" | Unknown route-map component "exSTR" | Unknown route-map component "extSTRa" |  |

|  | Unknown route-map component "tSTR" | Unknown route-map component "exHST" | Unknown route-map component "extHST" |  |

|  | Unknown route-map component "tSTRl" | Unknown route-map component "xKRZt" | Unknown route-map component "xtABZg+r" |  |

|  |  | Unknown route-map component "exABZgl" | Unknown route-map component "etKRZ" | Unknown route-map component "exCONTfq" |

|  |  | Unknown route-map component "exSTR" | Unknown route-map component "tSTRe" |  |

|  |  | Unknown route-map component "xKRWg+l" | Unknown route-map component "KRWr" |  |

| Stop on track |

| Unknown route-map component "SKRZ-Ao" |

|  |  | Straight track | Unknown route-map component "uexSTR+l" | Unknown route-map component "uexCONTfq" |

|  | Station on track | Unknown route-map component "uexKBHFe" |

| Small bridge over water |

| Small bridge over water |

| Small bridge over water |

| Station on track |

| Unknown route-map component "exKRW+l" | Unknown route-map component "eKRWgr" |  |

| Unknown route-map component "exSTR" | Unknown route-map component "tSTRa" |  |

| Unknown route-map component "exSTR" | Unknown route-map component "tHST" |  |

| Unknown route-map component "exBHF" | Unknown route-map component "tSTR" |  |

| Unknown route-map component "exSTR" | Unknown route-map component "tSTRe" |  |

| Unknown route-map component "exKRWl" | Unknown route-map component "eKRWg+r" |  |

| Unknown route-map component "eHST" |

| Station on track |

| Unknown route-map component "eHST" |

| Station on track |

| Station on track |

| Station on track |

| Stop on track |

| Station on track |

| Station on track |

| Unknown route-map component "exKRW+l" | Unknown route-map component "eKRWgr" |  |

| Unknown route-map component "exKBHFe" | Straight track |  |

| Small bridge over water |

| Unknown route-map component "HSTeBHF" |

| Enter and exit short tunnel |

| Station on track |

| Enter and exit short tunnel |

| Enter and exit short tunnel |

| Small non-passenger station on track |

| Enter and exit short tunnel |

| Enter and exit short tunnel |

| Unknown route-map component "HSTeBHF" + Unknown route-map component "lBST" |

| Small non-passenger station on track |

| Small bridge over water |

| Small bridge over water |

| Non-passenger station/depot on track |

| Small bridge over water |

| Small non-passenger station on track |

| Small bridge over water |

| Unknown route-map component "hKRZWae" |

| Non-passenger end station |

### Percorso
Il percorso si estende inizialmente su un territorio pianeggiante e nella gran parte rettilineo per la maggior parte del tragitto, Dal km 32, alla base della valle a Germagnano, il percorso cambia notevolmente, assumendo tutte le caratteristiche di una linea di montagna, quali il tracciato tortuoso e ricco di curve strette (che rende le agili ALn668 le più adatte a questo tipo di tracciato) e il raggiungimento di elevate pendenze, che nel tratto finale tra Pessinetto e Ceres superano il 28‰.
Dal 9 dicembre 2012 al 12 giugno 2023, il tracciato ha fatto parte della linea SFM A del servizio ferroviario metropolitano di Torino, il cui esercizio era affidato al GTT.
Dal dicembre 2023, contestualmente al passaggio ad RFI, tra Torino e Germagnano è stato installato l'SCMT per il controllo della marcia dei treni. Tra Germagnano e Ceres, dove veniva utilizzato il distanziamento a spola, l'esercizio risulta interrotto in attesa di un potenziamento infrastrutturale da parte del nuovo gestore.

## Traffico
Il servizio partiva dalla stazione di Torino Dora (GTT), situata nei pressi della storica stazione di Torino Dora, per fare capolinea alla stazione di Ceres. Dal 25 agosto 2020 il capolinea è arretrato provvisoriamente alla stazione di Venaria per la chiusura di Torino Dora GTT e Madonna di Campagna. Tale percorso, lungo 42,880 km, è interamente percorribile dai convogli dal 14 novembre 2008, in seguito al completo rifacimento della linea ferroviaria negli ultimi 10 km da Germagnano a Ceres. Il rifacimento dei tre ponti sulla Stura di Lanzo danneggiati dalle alluvioni del settembre 1993 e l'abbassamento e l'adeguamento delle gallerie presenti in quel tratto, e costato complessivamente circa 28 milioni di euro, ha permesso di portare la ferrovia a livelli di tecnologia e sicurezza molto elevati (tutti i passaggi a livello sono automatizzati e sono stati eliminati quasi tutti quelli incustoditi) e consente il transito anche dei moderni convogli TTR fino a Ceres.
La linea è a doppio binario da Torino a Cirié ed è attrezzata con SCMT e blocco conta-assi da Torino a Germagnano.
Il tratto da Germagnano a Ceres ad agosto 2024 resta momentaneamente interrotto. In precedenza, sotto la gestione di GTT, era esercito col sistema a spola.
Sulla linea sono stati impiegati fino al 12 giugno 2023 i TTR, le ALe 054/055/056 "ex-Belghe" e le automotrici diesel ALn 668.
Dal 20 gennaio 2024, giorno della riapertura della linea dopo il passaggio a Trenitalia ed RFI, circolano tra Torino e l'aeroporto i Pop, tra Torino e Cirié i TAF a doppio piano e più raramente i Jazz e i Vivalto e tra Cirié e Germagnano circolano i Minuetti in doppia composizione (analoghi ai TTR che utilizzava GTT). 
Dal 4 maggio 2025, a seguito dei lavori di adeguamento della massa assiale e della successiva riclassificazione della tratta Cirié - Germagnano, sono stati re-introdotti da Trenitalia i collegamenti diretti tra Torino e Germagnano, utilizzando gli stessi treni in uso sulla Torino - Cirié che ora comprendono anche i più nuovi Rock.
A Ceres, fino agli anni '80, il personale arrivato con l'ultimo treno della giornata faceva riposo notturno fuori residenza, per ripartire la mattina successiva verso Torino.